# Бузачі (аеропорт)
45°11′ пн. ш. 51°21′ зх. д. / 45.183° пн. ш. 51.350° зх. д.
Аеропо́рт «Буза́чі» — регіональний аеропорт на півостріві Бузачі в Казахстані. 
Знаходиться в солончаковому пустельному урочищі Великий Сор, за 8 км на схід від берегової лінії Каспійського моря. Аеропорт забезпечує пасажирські авіаперевезення для розташованих у даному регіоні великих нафтових родовищ (Каламкас, Каражанбас, Північне Бузачі).
Летовище Бузачі 2 класу, здатне приймати в простих метеоумовах літаки Як-42, Ан-24, Як-40 та інші більш легкі, а також вертольоти всіх типів.